# Gerd Pasch

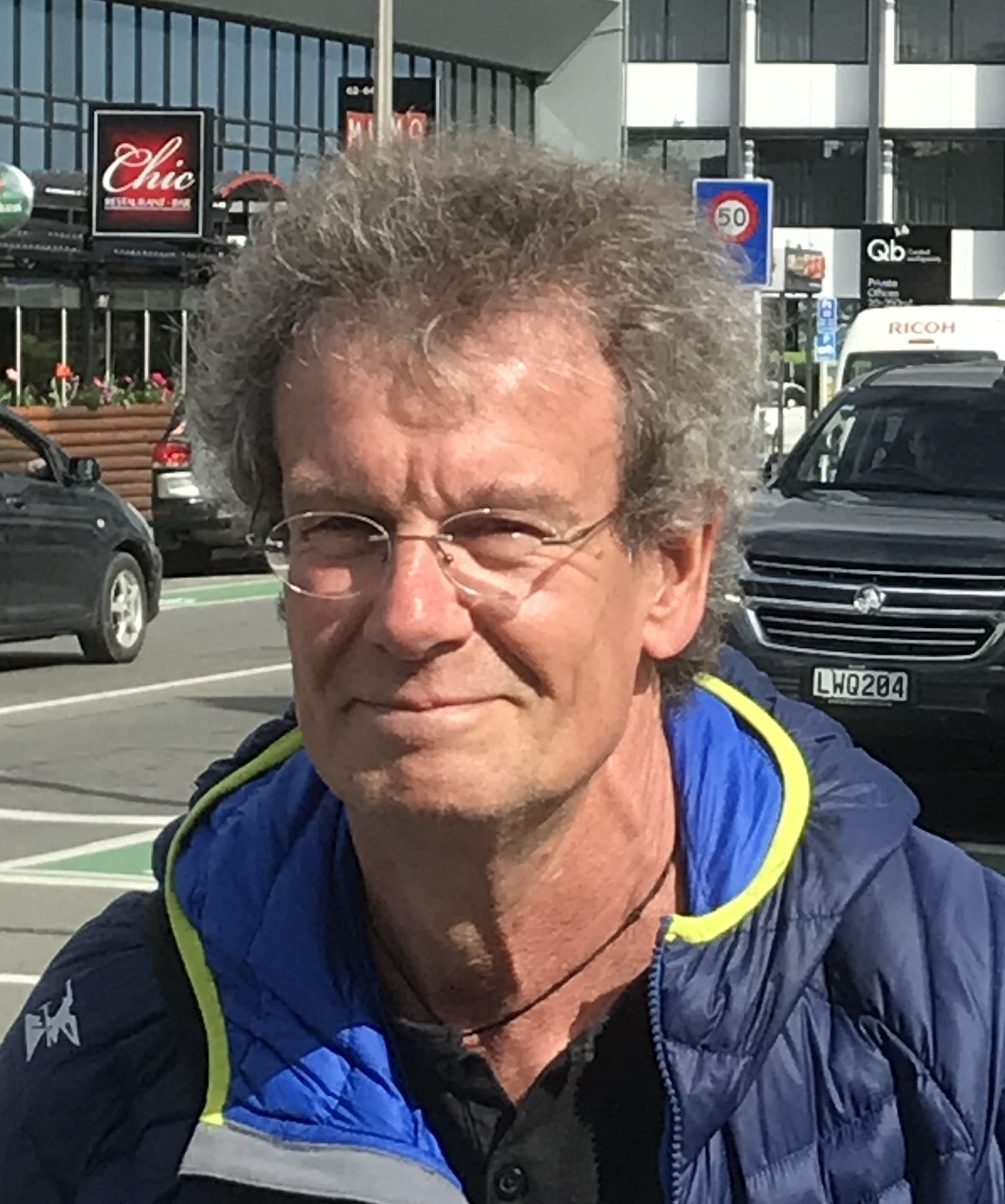
Pasch (2019)

Gerd Pasch (geboren 1951 im Bundesland Nordrhein-Westfalen) ist ein deutscher Journalist. Er gehörte zum Gründungsteam der Sendereihe Forschung aktuell im Deutschlandfunk und war lange einer der Redakteure und Moderatoren in dieser Redaktion.

## Leben
Nach der Ausbildung zum Techniker begann Pasch ein Pädagogikstudium mit Schwerpunkt Medien an der RWTH Aachen, das er mit Diplom abschloss. Anschließend arbeitete er als Redakteur bei der Rheinischen Post in Krefeld und als Reporter aus Aachen für Hörfunk und Fernsehen des BRF, WDR und L1. Er wurde Trainer an der Medienakademie für Digitaltechnik, Multimedia und Internet. Beim Deutschlandfunk war er zuletzt im Personalrat und Redakteursausschuss tätig. Gerd Pasch wohnt in Aachen.